# Kwilu (biflöde till Kwango)
Kwilu, i Angola Cuilo, är ett vattendrag i norra Angola och södra Kongo-Kinshasa, ett biflöde till Kwango.
En del av floden ingår i gränsen mellan de kongolesiska provinserna Kwango och Kwilu. Från Kikwit är den segelbar. Floden flyter samman med Kwango i närheten av Bandundu. 18 km längre ned mynnar den senare floden ut i floden Kasaï.